# 川崎愛 (1995年生)
川崎 愛（かわさき あい、1995年6月26日 - ）は、日本の女優で、配信アプリ「ポコチャ」のライバー。東京都出身。センシティブ・プロデュース所属。
ポコチャの配信は2019年12月14日開始。

## 来歴
女優としては『24 JAPAN』のCTU職員本田愛美役として活躍。また、所属事務所センシティブプロデュース制作のYouTubeドラマ「saveTheWorld」に主演している。
イベント出演は、2020年3月ラジオMCイベント3位、2020年9月ViViWeb掲載イベント1位等活躍。
舞台出演は、2022年4月29日から5月8日、プラザソル「逢魔が刻に」旋風 役として出演。